# Thomas R. Waller
Thomas Richard Waller (* 18. Juli 1937 in Chicago, Illinois) ist ein US-amerikanischer Malakologe und Paläontologe.
Waller studierte an der University of Wisconsin (Bachelor 1959, M.S. 1961) und wurde 1966 an der Columbia University in Geologie promoviert. Er ist seit 1966 Associate Curator und seit 1974 Kurator für Mollusken an der Smithsonian Institution in Washington, D.C.
Er befasst sich mit Evolution, Ökologie, funktionale Morphologie und Systematik von Muscheln (Bivalvia) und begründete 1978 die Muschel-Ordnung Limida. Waller studiert sowohl rezente wie fossile Muscheln, speziell Kammmuscheln (Pectinidae).
Waller ist Fellow der American Association for the Advancement of Science (1986) und erhielt den Gilbert Harris Award der Paleontological Research Institution.

## Schriften
- The Pectinidae (Mollusca: Bivalvia) of Eniwetok Atoll, Marshall Islands,  The Veliger, 14, 1972, S. 221–264
- Morphology, morphoclines and a new classification of the Pteriomorphia (Mollusca: Bivalvia).  Philosophical Transactions of the Royal Society of London, B, 284, 1978, S. 345–365
- Evolutionary relationships among commercial scallops, in: S. E. Shumway, Scallops: biology, ecology and aquaculture.  Elsevier, Amsterdam 1991
- mit G.D. Stanley, Jr.:  Middle Triassic pteriomorphian Bivalvia (Mollusca) from the New Pass Range, west-central Nevada: systematics, biostratigraphy, paleoecology, and paleobiogeography, Journal of Paleontology Memoir 61, supplement to Journal of Paleontology, 79, 2005